# Bernard de Dryver
Bernard de Dryver (Brüsszel, 1952. szeptember 19. –) belga autóversenyző.

## Pályafutása
1977-ben és 1978-ban részt vett a Formula–1-es világbajnokság belga versenyén. A kvalifikáción azonban egyszer sem jutott túl.
1979-ben negyedikként zárta a brit Formula–1-es bajnokságot.
1979 és 1990 között kilenc alkalommal állt rajthoz a Le Mans-i 24 órás versenyen. Az 1987-es viadalon a német Jürgen Lässig és a francia Pierre Yver társaként a második helyen végzett.

## Eredményei

### Teljes Formula–1-es eredménysorozata
(Táblázat értelmezése)

(Félkövér: pole-pozícióból indult; dőlt: leggyorsabb kört futott) 

| Év   | Csapat            | Modell      | Motor       | 1   | 2   | 3   | 4   | 5   | 6      | 7      | 8   | 9   | 10  | 11  | 12  | 13  | 14  | 15  | 16  | 17  | Helyezés | Pont |
| ---- | ----------------- | ----------- | ----------- | --- | --- | --- | --- | --- | ------ | ------ | --- | --- | --- | --- | --- | --- | --- | --- | --- | --- | -------- | ---- |
| 1977 | British F1 Racing | March 761   | Cosworth V8 | ARG | BRA | RSA | USW | ESP | MON    | BEL Nk | SWE | FRA | GBR | GER | AUT | NED | ITA | USA | CAN | JPN | -        | 0    |
| 1978 | Bernard de Dryver | Ensign N177 | Cosworth V8 | ARG | BRA | RSA | USW | MON | BEL Nk | ESP    | SWE | FRA | GBR | GER | AUT | NED | ITA | USA | CAN |     | -        | 0    |

### Le Mans-i 24 órás autóverseny
| Év   | Csapat                          | Autó           | Csapattárs                | Csapattárs     | Csapattárs  | Helyezés |
| ---- | ------------------------------- | -------------- | ------------------------- | -------------- | ----------- | -------- |
| 1979 | Beurlys                         | Ferrari 512BB  | Nick Faure                | Steve O’Rourke | Jean Blaton | 12.      |
| 1982 | Bussi Team                      | Rondeau M382   | Christian Bussi           | Pascal Witmeur |             | 15.      |
| 1983 | Primagaz                        | Rondeau M382   | Lucien Guitteny           | Pierre Yver    |             | Kizárva  |
| 1984 | Primagaz                        | Rondeau M382   | Pierre-François Rousselot | Pierre Yver    |             | Kiesett  |
| 1985 | Cheetah Automobiles Switzerland | Cheetah G604   | Claude Bourgoignie        | John Cooper    |             | Kiesett  |
| 1987 | Primagaz Competition            | Porsche 962C   | Jürgen Lässig             | Pierre Yver    |             | 2.       |
| 1988 | Noël del Bello Racing           | Sauber C8      | Bernard Santal            | Noël del Bello |             | Kiesett  |
| 1989 | Courage Compétition             | Cougar C22LM   | Bernard Santal            | Patrick Gonin  |             | Kiesett  |
| 1990 | Porsche Kremer Racing           | Porsche 962CK6 | Philippe Alliot           | Patrick Gonin  |             | 16.      |

## Külső hivatkozások
- Profilja a statsf1.com honlapon (angolul)